# Giuliano Portilla
Giuliano Santiago Portilla Castillo (Lima, 25 de mayo de 1973) conocido como Giuliano Portilla es un exfutbolista peruano.

## Trayectoria
Destacado marcador izquierdo que fue parte de las menores de Sporting Cristal y debutó profesionalmente en el León de Huánuco en 1992 y continuo ahí en las temporadas 93 y 94.
Luego jugó en Universitario de Deportes, su debut con camiseta crema se produjo el domingo 12 de marzo de 1995 en el estadio Nacional frente al Deportivo Municipal por el Campeonato Descentralizado. La “U” ganó 2 a 0 con goles de Roberto Martínez de tiro libre y Germán Carty. El técnico Sergio Markarián lo hizo ingresar en reemplazo de Wilfredo Begazo. Como titular debutó el domingo 23 de abril de 1995 en el Estadio Miguel Grau de Piura ante Atlético Torino por el Campeonato Descentralizado.  La "U" ganó por 1 a 0 con gol de Germán Carty a los 10 minutos del primer tiempo. Portilla conformó el mediocampo junto a José Carranza, Martín Rodríguez y Paolo Maldonado, siendo posteriormente sustituido por Jean Ferrari.
El miércoles 12 de diciembre de 2001 disputó su último encuentro como jugador de Universitario. Fue frente a FBC Melgar en el Estadio de la UNSA en Arequipa por el Torneo Clausura de ese año. Portilla inició las acciones en el mediocampo junto a John Galliquio, César Casas y Miguel Torres, pero no terminó las acciones porque se fue expulsado por el árbitro David Morales, quien le mostró su última tarjeta roja como jugador crema. 
Tras su paso por el equipo de Ate, también vistió las camisetas de Melgar, Alianza Lima y Cienciano del Cuzco con el cual obtuvo lauros internacionales como la Copa Sudamericana 2003 y la Recopa Sudamericana 2004.
La noche del 10 de diciembre del 2003, Portilla marcó dos goles en el Estadio Monumental de River, en el partido de ida de la final de la Copa Sudamericana 2003 que finalizó con marcador de 3-3. Con Cienciano jugaría partidos internacionales en la Copa Libertadores de América y Copa Sudamericana. 
En el año 2009, Giuliano se vistió con la casaquilla del José Gálvez de Chimbote.

## Selección nacional
Fue internacional con la selección de fútbol del Perú en 5 ocasiones. Debutó el 18 de junio de 1997, en un encuentro ante la selección de Venezuela que finalizó con marcador de 2-0 a favor de los peruanos. En el 2004, cierto sector de la prensa sugería la convocatoria de Portilla para afrontar las Eliminatorias rumbo a Alemania 2006 debido a las pobres actuaciones de los laterales Walter Vílchez y Martín Hidalgo. Sin embargo, Paulo Autuori (DT de la selección en ese momento) nunca lo convocó. Portilla tuvo la oportunidad de defender los colores de la blanquirroja gracias a Freddy Ternero, quien lo convocó a la Copa Kirin 2005. Su último partido lo jugó el 24 de mayo de 2005 en la Copa Kirin ante la selección de Emiratos Árabes que finalizó con marcador de 0-0.

### Participaciones en Copa América
| Copa              | Sede    | Resultado    |
| ----------------- | ------- | ------------ |
| Copa América 1997 | Bolivia | Cuarto lugar |

## Clubes
| Club                      | País | Año       |
| ------------------------- | ---- | --------- |
| León de Huánuco           | Perú | 1992-1994 |
| Universitario de Deportes | Perú | 1995-2001 |
| FBC Melgar                | Perú | 2002      |
| Alianza Lima              | Perú | 2003      |
| Cienciano                 | Perú | 2003-2006 |
| Sporting Cristal          | Perú | 2006      |
| Deportivo Municipal       | Perú | 2007      |
| FBC Melgar                | Perú | 2007-2008 |
| José Gálvez FBC           | Perú | 2009      |
| León de Huánuco           | Perú | 2010-2011 |

## Palmarés

### Campeonatos nacionales
| Título                    | Club                      | País | Año  |
| ------------------------- | ------------------------- | ---- | ---- |
| Primera División del Perú | Universitario de Deportes | Perú | 1998 |
| Primera División del Perú | Universitario de Deportes | Perú | 1999 |
| Primera División del Perú | Universitario de Deportes | Perú | 2000 |
| Torneo Apertura           | Cienciano                 | Perú | 2005 |

### Copas internacionales
| Título               | Club               | País | Año  |
| -------------------- | ------------------ | ---- | ---- |
| Copa Sudamericana    | Cienciano          | Perú | 2003 |
| Copa El Gráfico-Perú | Cienciano          | Perú | 2004 |
| Recopa Sudamericana  | Cienciano          | Perú | 2004 |
| Copa Kirin           | Selección nacional | Perú | 2005 |